# Église Saint-Sidoine d'Aydat
L'église Saint-Sidoine est une église catholique située à Aydat, en France.
Elle fait l'objet d'une protection au titre des monuments historiques.

## Localisation
L'église Saint-Sidoine est située en Auvergne, dans le département du Puy-de-Dôme, à l'est du village d'Aydat, à environ 400 mètres au sud-ouest du lac d'Aydat.

## Historique
L'église est dédiée à Sidoine Apollinaire, évêque de Clermont au Ve siècle.
Sa construction remonte au XIIIe siècle. Au XVe siècle, elle est fortifiée par l'adjonction de quatre tours, une au nord et trois au sud. Le clocher-porche date du XIXe siècle.
Le 4 août 1970, l'église dans son intégralité est classée au titre des monuments historiques.

## Architecture
L'église présente à l'ouest un clocher-porche. Sa nef, composée de cinq travées, est flanquée de deux collatéraux. À l'est, l'abside est de forme polygonale. Des bas-reliefs ornent les chapiteaux et les clés de voûtes.

## Galerie de photos

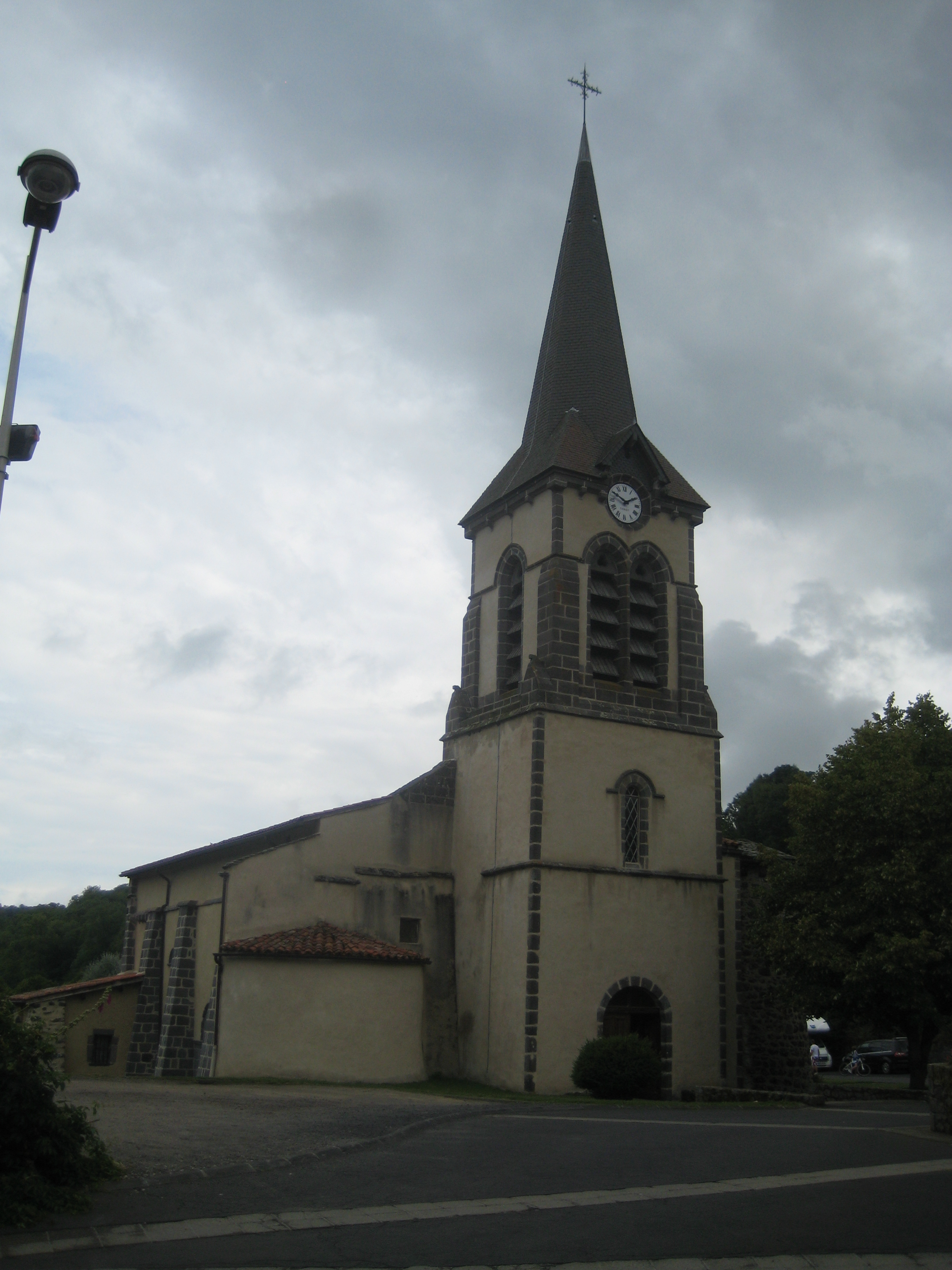
Le clocher-porche.
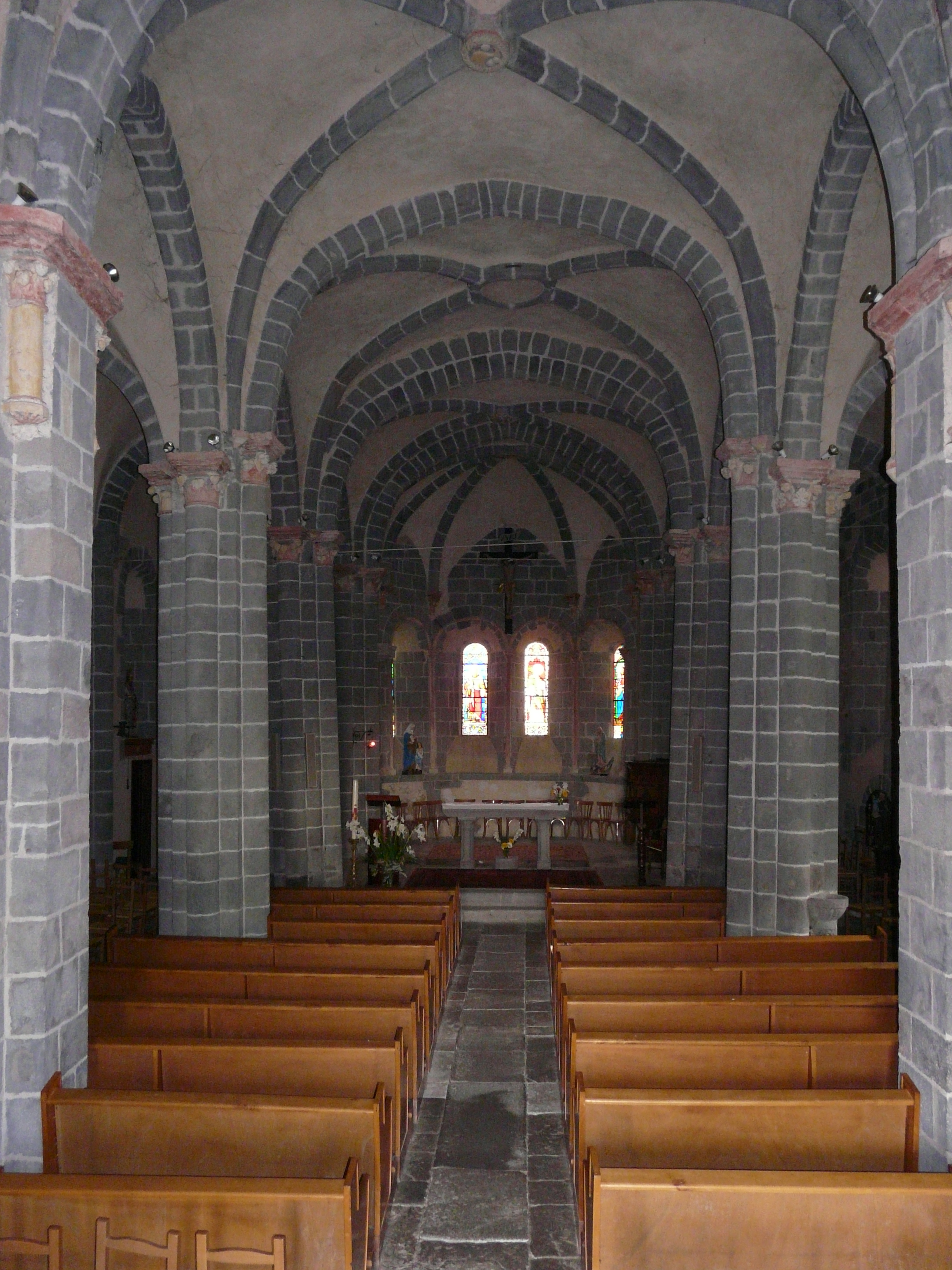
La nef et le chœur.
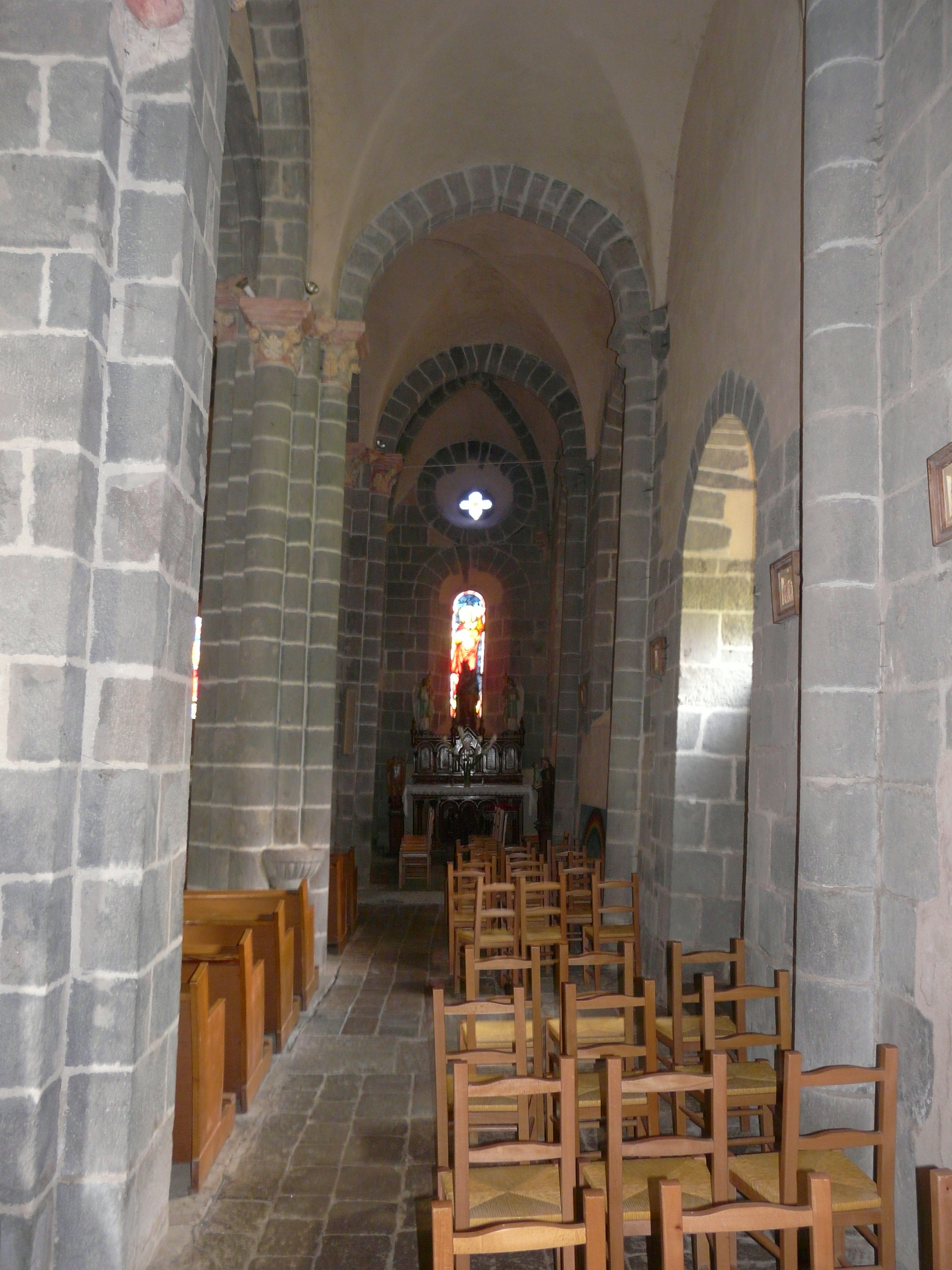
Le collatéral sud.
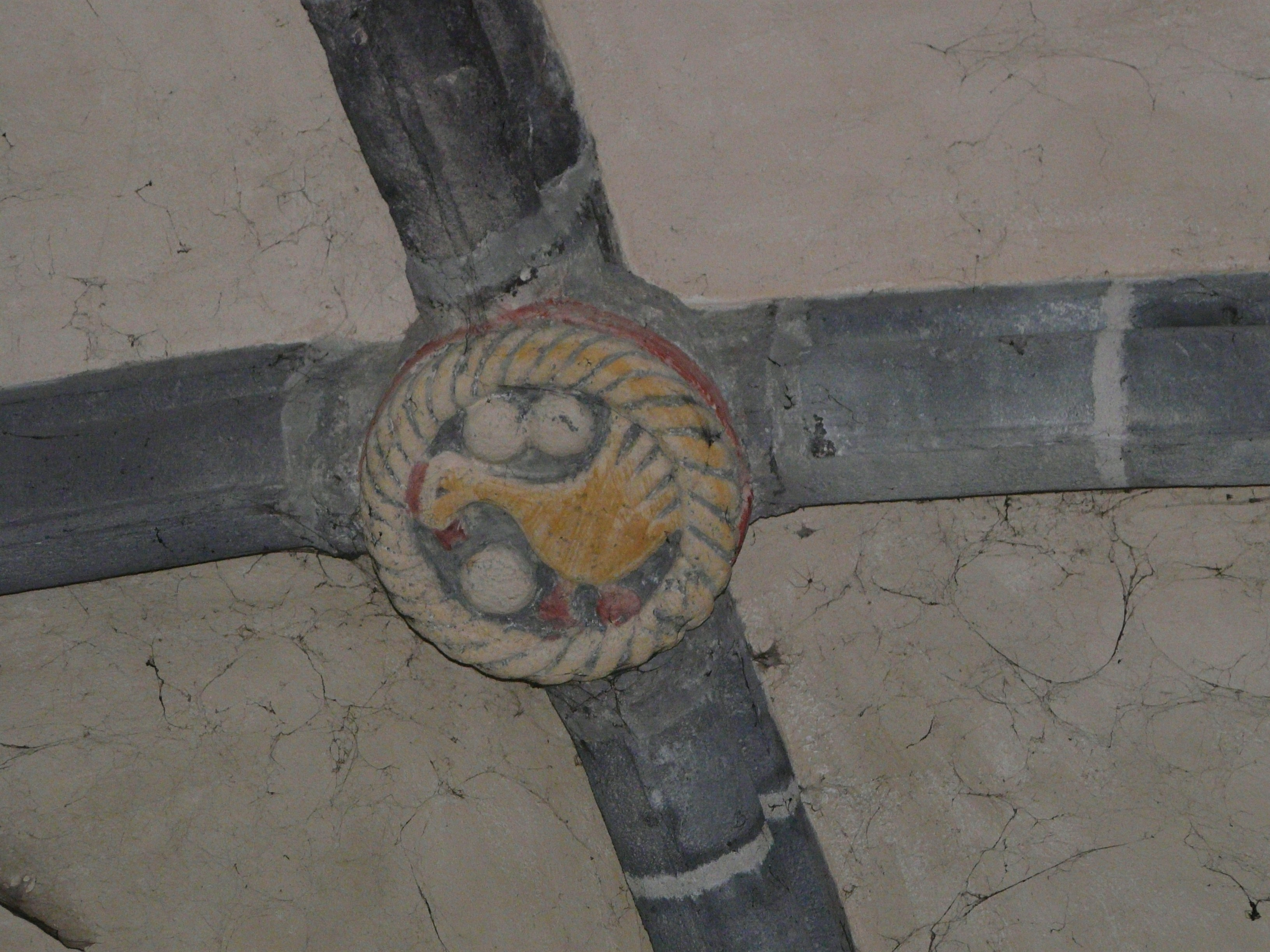
Clé de voûte sculptée.